# بايبر
بايبر (بالإنجليزية: Piper)‏ هو فيلم حركة حاسوبي قصير وانتجته استوديوهات بيكسار للرسوم المتحركة وصدر في سنة 2016 تم عرضه إلى جانب فيلم بيكسار البحث عن دوري في 17 يونيو 2016.فاز بجائزة الأوسكار لأفضل فيلم قصير متحرك في جوائز الأوسكار ال 89.

## القصة
طائر صغير يرفض الخروج من عشه مع أمه لتعلم كيفية الصيد من رمال الشاطئ، تحاول معه أمه تكرارا فعل ذلك لكنه يخشى الفشل دوما.
وفي مرة يرى صغير سرطان البحر يحاول ايجاد طعامه داخل الرمال فيحاول هذا الطائر الصغير الخائف تقليده وخلال ذلك يصلهم موج البحر فيقلد صغير سرطان البحر أيضا في كيفية حماية نفسه من الماء.
أثناء وجوده تحت الماء وعيناه مقفلتان من الخوف يقوم صغير السرطان بتنبيهه ليفتح عيناه ويرى جمال المنظر تحت الماء، خلال مدة قصيرة جدا يزول الموج فيخرج هذا الطائر الصغير فرحا محتفلا مع امه وباقي السرب وبدأ بتعلم البحث عن طعامه لسائر الطيور.

## وصلات خارجية
- بايبر على موقع IMDb (الإنجليزية)
- بايبر على موقع روتن توميتوز (الإنجليزية)
- بايبر على موقع قاعدة بيانات الفيلم (الإنجليزية)
- بايبر على موقع ليتربوكسد (الإنجليزية)
- بايبر على موقع كينوبويسك (الروسية)